# Benstorf
Benstorf ist ein Ortsteil des Fleckens Salzhemmendorf im niedersächsischen Landkreis Hameln-Pyrmont.

## Lage
Der Ort liegt nordöstlich des Kernortes Salzhemmendorf an der B 1. Er gruppiert sich um die Kirche und die historische Thie-Linde herum. Hier findet sich auch das Dorfgemeinschaftshaus, das in besonderer Weise durch ehrenamtliche Helfer renoviert wurde. Zum Gebiet dieses Ortsteiles zählt auch die Ortslage Quanthof. Dazwischen ist in den vergangenen 50 Jahren der Freizeitpark Rasti-Land entstanden. Mit immer neuen Attraktionen ist er in einem großen Umkreis zu einem beliebten Ausflugsziel geworden.

## Geschichte
- SPD: 2
- Aktive Bürger: 2
- CDU: 1

Bei „Aktive Bürger“ handelt es sich um eine Wählergruppe

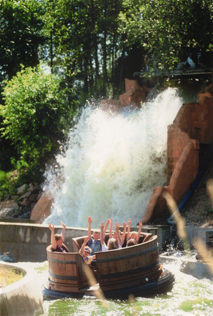
Rasti-Land in Benstorf/Quanthof

Erstmals erwähnt wird der Ort im Jahre 1022 in der Saalechronik. Am 6. Dezember 1241 auch die Pfarrkirche „St. Johannes“ urkundlich erwähnt, im Jahre 1588 wird in einer Urkunde die Schule vermerkt.
1635 wurde Benstorf mit dem Amt Lauenstein vereinigt, nachdem der Ort bereits seit 1389 zum Amt Poppenburg gehörte. Sieben Jahre später wurde die Kirchengemeinde als „mater combinata“ mit Oldendorf verbunden. 1724 wurde eine neue Kirche gebaut. Ebenfalls neugebaut wurden um 1800 auch die Fachwerkhäuser, welche heute den geschlossenen Ortskern bilden. Die Kirche wurde bereits 1818 wieder umgebaut, 1855 eine neue Orgel gekauft. Im selben Jahr wurde im heutigen Stadtteil Glückauf, zwei Kilometer östlich von Benstorf gelegen, ein Steinkohlestollen in den Osterwald getrieben. Rund hundert Jahre später, 1957, wurde die Kirche gesamtrenoviert und neu ausgemalt. 1960 wurde ein neuer Friedhof mit Kapelle angelegt.
1964 gründeten 25 Männer und Frauen im Gasthof Hampe den Tennisverein. Im Jahre 1973 entstand auf dem Gelände einer ausgebeuteten Kiesgrube das bekannte Freizeitgelände „Rasti-Land“. Fünf Jahre später, 1981, wurde der Grillplatz mit Hütte und künstlichem Teich angelegt.

## Politik

### Ortsrat
Benstorf hat einen fünfköpfigen Ortsrat.
Ortsbürgermeister von Benstorf ist Günther Rathing (Wählergruppe „Aktive Bürger im Flecken Salzhemmendorf e. V.“).

### Wappen
Auf weißem Grund ein blaues Band mit drei weißen Rosen von oben rechts nach unten links. Das Wappen des Ortsteils wurde aus dem Familienwappen der Familien von Benstorpe entnommen.